# Derecho sanitario
El Derecho sanitario es una rama del Derecho público, que comprende una extensa materia legislativa, que parte desde la confirmación del fundamental Derecho a la salud, hasta la regulación del Sistema Nacional de Salud y sus componentes.

## Objeto
El Derecho sanitario confirma a la salud como derecho fundamental (proclamado por la ONU), y además regula el Sistema Nacional de Salud, cuyos actores principales son: las autoridades sanitarias nacionales que ejercen la rectoría del mismo, las autoridades sanitarias locales que promueven sus mandatos

## Contenido
El Derecho sanitario tiene como marco legal lo estipulado tanto en la Constitución, como en la Ley de Salud decretada por el Estado. Esta Ley es un conjunto de normas y principios de orden jurídico que promulgan la política sanitaria nacional, y regulan su cumplimiento dentro del marco de la equidad y la bioética, para lograr el desarrollo integral de la salud en la comunidad.

## Derecho a la salud
Es uno de los derechos humanos reconocidos

### Declaración Universal de los Derechos Humanos
Art. 25:
1. Toda persona tiene derecho a un nivel de vida adecuado que le asegure, así como a su familia, la salud y el bienestar, y en especial la alimentación, el vestido, la vivienda, la asistencia médica […][1]

### Pacto Internacional de Derechos Económicos, Sociales y Culturales
Art. 12: 
1. Los Estados Partes en el presente Pacto reconocen el derecho de toda persona al disfrute del más alto nivel posible de salud física y mental.
2. Entre las medidas que deberán adoptar los Estados Partes en el Pacto, a fin de asegurar la plena efectividad de este derecho figurarán las necesarias para: a)La reducción de la mortinatalidad y de la mortalidad infantil y el sano desarrollo de los niños; b)El mejoramiento en todos sus aspectos de la higiene del trabajo y del medio ambiente; c)La prevención y el tratamiento de las enfermedades epidémicas, endémicas, profesionales y de otra índole y la lucha contra ellas; y d)La creación de condiciones que aseguren a todos asistencia médica y servicios médicos en caso de enfermedad.[2]

## Sistema Nacional de Salud
Es el conjunto de elementos que giran en torno a la regulación, prestación y recepción de los servicios de salud del Estado. Estos elementos que componen el sistema nacional de salud son: los actores sociales, los profesionales de salud, los establecimientos de salud, la legislación sanitaria y los organismos públicos competentes, que posibilitan el derecho a la salud, regulan el ejercicio profesional y controlan a dichos establecimientos.
El Sistema Nacional de Salud se organiza en dos entornos o niveles asistenciales: Atención primaria y Atención especializada, en los que el acceso espontáneo de los ciudadanos y la complejidad tecnológica se encuentran en relación inversa.

### Atención primaria
Es el nivel básico e inicial de atención, que garantiza la globalidad y continuidad de la atención a lo largo de toda la vida del paciente, actuando como gestor y coordinador de casos y regulador de flujos. Comprenderá actividades de promoción de la salud, educación sanitaria, prevención de la enfermedad, asistencia sanitaria, mantenimiento y recuperación de la salud, así como la rehabilitación física y el trabajo social.

### Atención especializada
Comprende las actividades asistenciales, diagnósticas, terapéuticas y de rehabilitación y cuidados, así como aquellas de promoción de la salud, educación sanitaria y prevención de la enfermedad, cuya naturaleza aconseja que se realicen en este nivel. La atención especializada garantizará la continuidad de la atención integral al paciente, una vez superadas las posibilidades de la atención primaria y hasta que aquel pueda reintegrarse en dicho nivel.